# Кастельпото
Кастельпото (італ. Castelpoto) — муніципалітет в Італії, у регіоні Кампанія,  провінція Беневенто.
Кастельпото розташоване на відстані близько 210 км на південний схід від Рима, 55 км на північний схід від Неаполя, 8 км на захід від Беневенто.
Населення — 1281 особа (2014).
Щорічний фестиваль відбувається 14 травня. Покровитель — San Costanzo.

## Демографія
Населення за роками:

Станом на 1 січня 2023 року в муніципалітеті офіційно проживало 47 іноземців з 8 країн, серед них 3 громадяни країн Євросоюзу та 5 громадян України.

## Сусідні муніципалітети
- Аполлоза
- Беневенто
- Камполі-дель-Монте-Табурно
- Фольянізе
- Вітулано